# Muscicapa sodhii
Muscicapa sodhi és una espècie d'ocell de la família dels muscicàpids (Muscicapidae), endèmic de les selves de l'illa de Cèlebes, a Indonèsia.
Segons la llista mundial d'ocells del Congrés Ornitològic Internacional (versió 11.2, juliol 2021) aquest tàxon tindria la categoria d'espècie. Tanmateix, altres obres taxonòmiques, com el Handook of the Birds of the World i la quarta versió de la BirdLife International Checklist of the birds of the world (Desembre 2019), el consideren encara una subespècie del Papamosques de Dàuria (Muscicapa dauurica sodhi).
Muscicapa sodhi té un aspecte semblant al papamosques estriat, que viu part de l'any a Cèlebes, però cria al nord d'Àsia. Genèticament, però està més estretament emparentat amb la població tailandesa de papamosques de Dàuria (M. dauurica siamensis).